# Traliestinkzwam
De traliestinkzwam (Clathrus ruber) is een, in Nederland zeldzame, paddenstoel uit de familie Phallaceae.

## Kenmerken
De buikzwam is verwant aan de inktviszwam en komt in Zuid-Europa algemeen voor. De paddenstoel komt vanuit een geel-wit duivelsei van 2-3 centimeter breed, dat zich onder de grond ontwikkelt, als een traliekooi tevoorschijn. De tralies vormen een netwerk van hoekige raten. De kleur is diep- tot gelig-rood. De traliestinkzwam leeft saprotroof op humusrijke gronden en komt vaak voor op plaatsen met exotische planten, zo ook in broeikassen. De geur van de zwam is milder dan de grote stinkzwam.

## Verspreiding
De traliestinkzwam komt wereldwijd voor in tropische, mediterrane en gematigde streken. Hij groeit in het Nabije Oosten en Oost-Azië, Nieuw-Zeeland, Noord- en Centraal-Afrika, op de Canarische Eilanden en in Noord- en Midden-Amerika. In Europa komt hij vaak voor in het Middellandse Zeegebied; ten noorden van de Alpen komt hij slechts sporadisch voor. Hij is waargenomen op de Britse eilanden en in België, Duitsland, Zwitserland, Nederland, Frankrijk en Polen.
De paddenstoel is sinds 1735 al bekend in Nederland. De natuuronderzoeker Carl Linnaeus schreef in zijn boekwerk Hortus Cliffortianus dat hij in dat jaar tussen Haarlem en Amsterdam de zwam, in het riet langs de weg, zag groeien. Hoewel de paddenstoel in Nederland erg zeldzaam is en niet in aantal toeneemt, staat hij niet op de Nederlandse Rode Lijst voor paddenstoelen.